# Elegie für junge Liebende
Elegie für junge Liebende (Elegia per giovani amanti) è un'opera in tre atti di Hans Werner Henze su libretto inglese di W. H. Auden e Chester Kallman.

## Storia
L'opera fu eseguita per la prima volta in una traduzione tedesca di Luigi, principe d'Assia e del Reno allo Schlosstheater Schwetzingen al Festival di Schwetzingen il 20 maggio 1961, diretta da Heinrich Bender. La prima rappresentazione utilizzando il testo originale inglese fu a Glyndebourne, sempre nel 1961. Il Juilliard Opera Theatre produsse l'opera a New York City nel 1965, con il compositore alla direzione. Henze rivide l'opera nel 1987 e questa versione rivista ha avuto la sua anteprima il 28 ottobre 1988 al Teatro La Fenice di Venezia, sotto la direzione di Markus Stenz.
Secondo Ann Saddlemyer nel suo libro "Becoming George", il poeta si basò parzialmente su W. B. Yeats e sua moglie "George" (Georgie Hyde-Lees) fu l'ispirazione sia per la segretaria che per la donna con le visioni. David Anderson ha notato che il poeta ritrae anche Auden. Robert Henderson ha riassunto la tesi dell'opera come segue:
Elegy for Young Lovers.... è un'amara accusa della nozione romantica dell'artista come eroe, che si nutre spietatamente di coloro che lo circondano sia in nome dell'arte sia per soddisfare i suoi appetiti mostruosi e disumanamente egoisti.
Auden e Kallman descrissero quest'opera come l'equivalente dell'opera Arabella di Richard Strauss. La dedica dell'opera è alla memoria di Hugo von Hofmannsthal.
Henze ha citato materiale dall'aria My own, my own nella sua Quinta Sinfonia, completata nel 1962.

## Ruoli
| Ruolo                                                         | Registro vocale       | Cast della prima, 20 maggio 1961 (Direttore: Heinrich Bender) |
| ------------------------------------------------------------- | --------------------- | ------------------------------------------------------------- |
| Hilde Mack, una vedova                                        | soprano di coloratura | Eva Maria Rogner                                              |
| Elizabeth Zimmer                                              | soprano               | Ingeborg Bremert                                              |
| Carolina, Contessa di Kirchstätten, secretaria di Mittenhofer | contralto             | Lilian Benningsen                                             |
| Toni Reischmann                                               | tenore                | Friedrich Lenz                                                |
| Gregor Mittenhofer, un poeta                                  | baritono              | Dietrich Fischer-Dieskau                                      |
| Dr. Wilhelm Reischmann, un medico                             | basso                 | Karl-Christian Kohn                                           |
| Josef Mauer, una guida di scalate in montagna                 | parlato               | Hubert Hilten                                                 |

## Trama
L'opera è ambientata in una locanda chiamata Der Schwarze Adler nelle Alpi austriache nel 1910. La trama è incentrata su un poeta, Gregor Mittenhofer, che manipola le persone nella locanda per fornire ispirazione al suo lavoro, il suo fedele segretario, il suo medico, la sua giovane "musa" Elisabeth e una donna isterica che ha perso il marito sulle montagne decenni prima e ha delle visioni. Quando arriva un giovane che attrae Elisabeth, Mittenhofer la lascia andare ma non agisce per impedire la morte dei giovani innamorati in una tempesta di neve in montagna, usando la tragedia come ispirazione per una finale "Elegie" di musica pura, cantata senza parole.

## Incisioni
- Liane Dubin (Elisabeth Zimmer), Catherine Gayer (Hilda Mack), Martha Mödl (Carolina Gräfin von Kirchstetten), Loren Driscoll (Toni Reischmann), Dietrich Fischer-Dieskau (Gregor Mittenhofer), Deutsches Symphonie Orchester Berlin, direttore Henze, in Germania, 1963 DG  Archiviato il 18 luglio 2011 in Internet Archive.
- Richard Lloyd-Morgan (Mittenhofer), Regina Schudel (Hilda Mack), Aurelia Hajek (Carolina), Silvia Weiss (Elisabeth), Bruno Fath (Toni Reischmann), Orchestra of the Berliner Kammeroper, Brynmor Llewelyn Jones, direttore, 1989 Deutsche Schallplatten DS (live a Berlino)[7]
- Lisa Saffer (Hilda Mack), Rosemary Hardy (Elizabeth Zimmer), Mary King (Carolina von Kirchstetten), Christopher Gillett (Toni Reischmann), Roderick Kennedy (Dr. Wilhelm Reischmann), David Wilson-Johnson (Gregor Mittenhofer), Adrian Brine (Josef Mauer), Gruppo Schönberg, incisione live Concertgebouw di Amsterdam, 27 settembre 2000, direttore: Oliver Knussen. 2CD fa parte del cofanetto Schönberg Ensemble Edition (un secolo di musica in prospettiva).